# (12651) Frenkel
(12651) Frenkel est un astéroïde de la ceinture principale.

## Description
(12651) Frenkel est un astéroïde de la ceinture principale. Il fut découvert le 16 octobre 1977 au mont Palomar par Cornelis Johannes van Houten, Ingrid van Houten-Groeneveld et Tom Gehrels. Il présente une orbite caractérisée par un demi-grand axe de 3,07 UA, une excentricité de 0,12 et une inclinaison de 10,0° par rapport à l'écliptique.